# ان‌جی‌سی ۴۶۳۹
ان‌جی‌سی ۴۶۳۹ (انگلیسی: NGC 4639) نام یک کهکشان مارپیچی میله‌ای در صورت فلکی دوشیزه است.